# Karl Siegmund Richard Lotze
Karl Siegmund Richard Lotze (* 20. Oktober 1870 in Dresden als Carl Siegmund Richard Lotze; † 1. Oktober 1948 in Dresden) war ein deutscher Jurist und höherer sächsischer Staatsbeamter. Er war Landgerichtsrat und Präsident der Brandversicherungskammer.

## Leben und Wirken
Er war der Sohn des promovierten praktischen Arztes und späteren Stadtrates Carl Richard Lotze und wurde 1870 in der Waisenhausstraße 28 in Dresden geboren. Nach dem Besuch des  Vitzthumschen Gymnasium studierte er von Ostern 1889 bis 1892 an den Universitäten Heidelberg und Leipzig und bestand im Januar 1893 die Referendarprüfung vor der Juristischen Fakultät in Leipzig, arbeitete dann bei den Amtsgerichten Dresden und Kamenz sowie bei verschiedenen Rechtsanwälten. 
Im März 1898 legte er die zweite juristische Staatsprüfung ab und wurde in den Dienst der inneren sächsischen Landesverwaltung übernommen, in dem er zunächst bei der Königlich Sächsischen Polizeidirektion Dresden beschäftigt wurde. Von 1904 bis 1908 war Lotze als Regierungsassessor, später als Regierungsrat, der Amtshauptmannschaft Oschatz zugeteilt. Von dort wurde er im Juli 1908 zur Kreishauptmannschaft Zwickau versetzt. 
Zum 1. Mai 1911 erfolgte seine Ernennung zum Amtshauptmann in Marienberg im Erzgebirge. Vom Oktober 1915 bis Oktober 1917 war er als Kaiserlich Deutscher Kreischef in der Zivilverwaltung im Kreis Przasnysz und später in den gemeinsam verwalteten Kreisen Lowicz-Sochaczcw im Generalgouvernement Warschau tätig. Am 1. August 1918 erfolgte seine Versetzung als Amtshauptmann nach Chemnitz, von wo er am 1. Juni 1920 zum Leiter der Brandversicherungskammer berufen wurde. Im Jahr 1932 wurde Karl Waentig sein Nachfolger in diesem Amt.
Er starb als Landgerichtsrat und Doktor der Rechte 1948 in Dresden.